# Добры-Ляс
Добры-Ляс (пол. Dobry Las) или Добрыляс (пол. Dobrylas) — деревня в Ломжинском повете Подляского воеводства Польши. Входит в состав гмины Збуйна. По данным переписи 2011 года, в деревне проживало 458 человек.

## География
Деревня расположена на северо-востоке Польши, на правом берегу реки Писа, на расстоянии приблизительно 19 километров к северо-западу от города Ломжа, административного центра повета. Абсолютная высота — 109 метров над уровнем моря. К востоку от Добры-Ляса проходит региональная автодорога 648.

## История
Согласно «Списку населенных мест Ломжинской губернии», в 1906 году в деревне Добрыляс проживало 789 человек (401 мужчина и 388 женщин). В конфессиональном отношении большинство населения деревни составляли католики (784 человека), остальные — евреи. В административном отношении деревня входила в состав гмины Гаврихи Кольненского уезда.
В период с 1975 по 1998 годы населённый пункт являлся частью Ломжинского воеводства.